# Flavia Tiziana
Flavia Tiziana (in latino: Flavia Titiana; fl. 193) fu la moglie dell'imperatore romano Pertinace, che governò per breve tempo nel 193.

## Biografia
Flavia Tiziana era la figlia di un senatore, Tito Flavio Sulpiciano e sposò Elvio Pertinace, un ricco uomo che aveva avuto una brillante carriera militare e civile. Flavia Tiziana ebbe due figli: un maschio, di nome Publio Elvio Pertinace, e una femmina di cui si ignora il nome.
Pertinace fu proclamato imperatore dopo l'assassinio di Commodo, 1º gennaio 193. Mentre il nuovo imperatore stavo offrendo i consueti sacrifici sul Campidoglio, il senato romano diede a Flavia il titolo onorario di Augusta. Pertinace sembrava essere cosciente del pericolo che correva assumendo il potere, per questo rifiutò gli attributi imperiali per la moglie ed il figlio, per proteggerli dalle conseguenze nel caso egli fosse assassinato. In effetti, dopo l'assassinio di Pertinace da parte dei pretoriani, avvenuto il 28 marzo 193, né a Flavia né ai suoi figli venne fatto del male.